# Paseos de Aguascalientes
Paseos de Aguascalientes es una localidad del estado mexicano de Aguascalientes. Es parte del municipio de Jesús María.

## Demografía
| Censo | Población |
| ----- | --------- |
| 2005  | 3 338     |
| 2010  | 4 432     |
| 2020  | 5 191     |